# Dhampus
Dhampus (Nepali धम्पुस) ist ein Dorf und ein Village Development Committee (VDC) im Distrikt Kaski der Verwaltungszone Gandaki in Zentral-Nepal.
Das VDC Dhampus liegt 15 km westnordwestlich von Pokhara in den südlichen Vorbergen des Annapurna Himal.

## Einwohner
Das VDC Dhampus hatte bei der Volkszählung 2011 2537 Einwohner (davon 1127 männlich) in 620 Haushalten.

## Städtepartnerschaften
- Brecon, Wales, Vereinigtes Königreich[2]

## Bilder

Dhampus
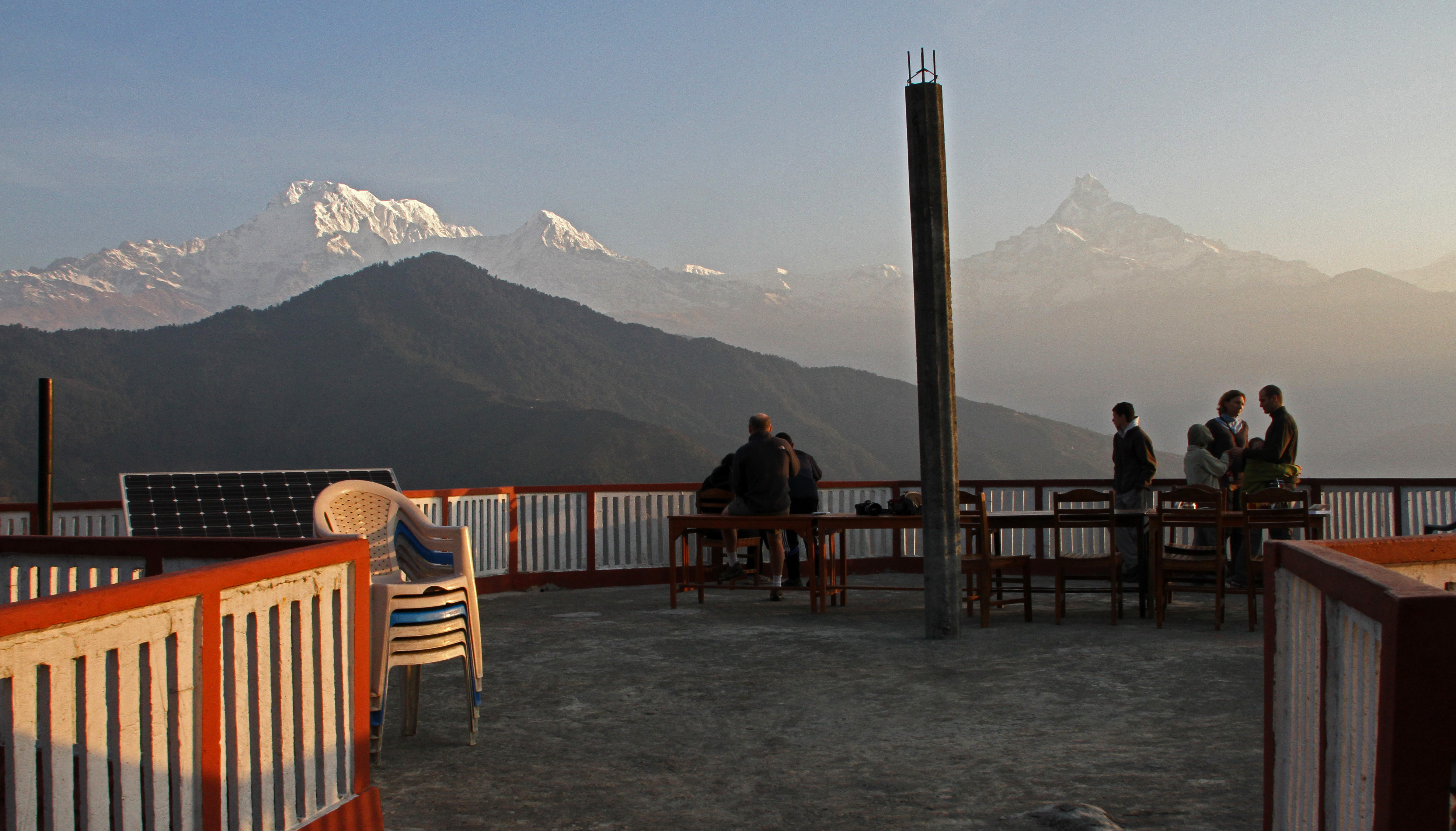
Annapurna Süd-Hiunchuli-Machhapuchhre
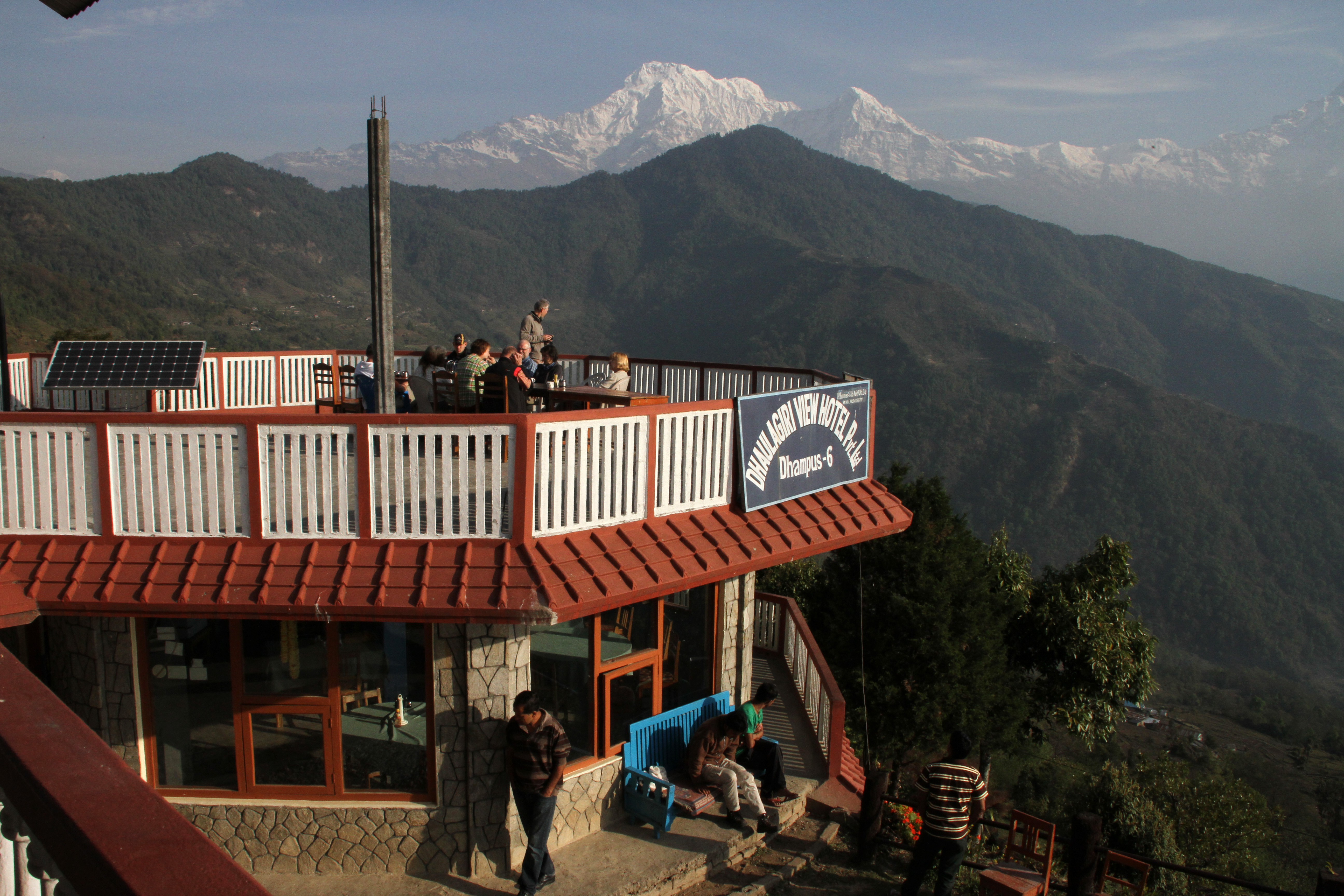
Frühstück vor Annapurna Süd und Hiunchuli
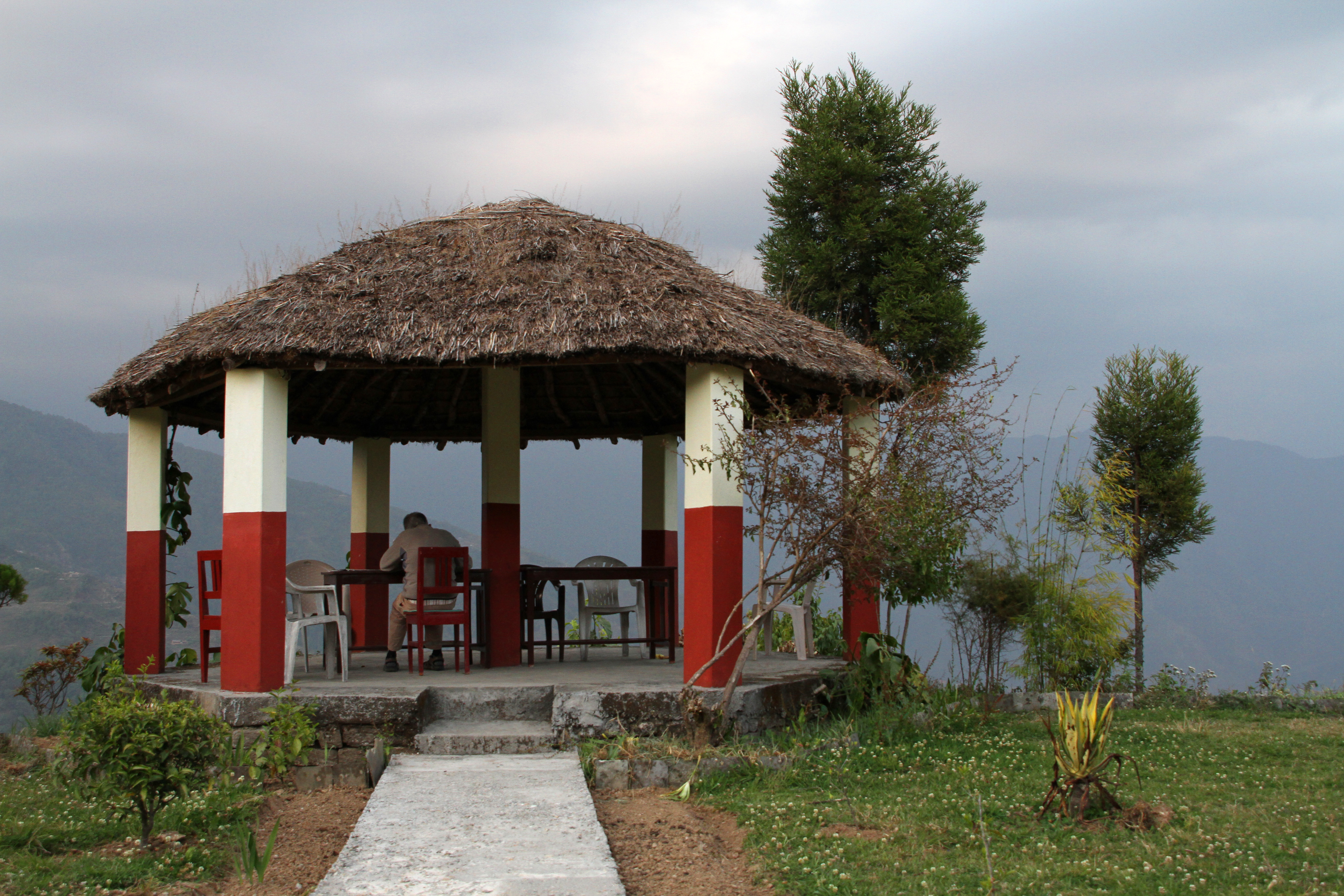
Hotel-Pavillon
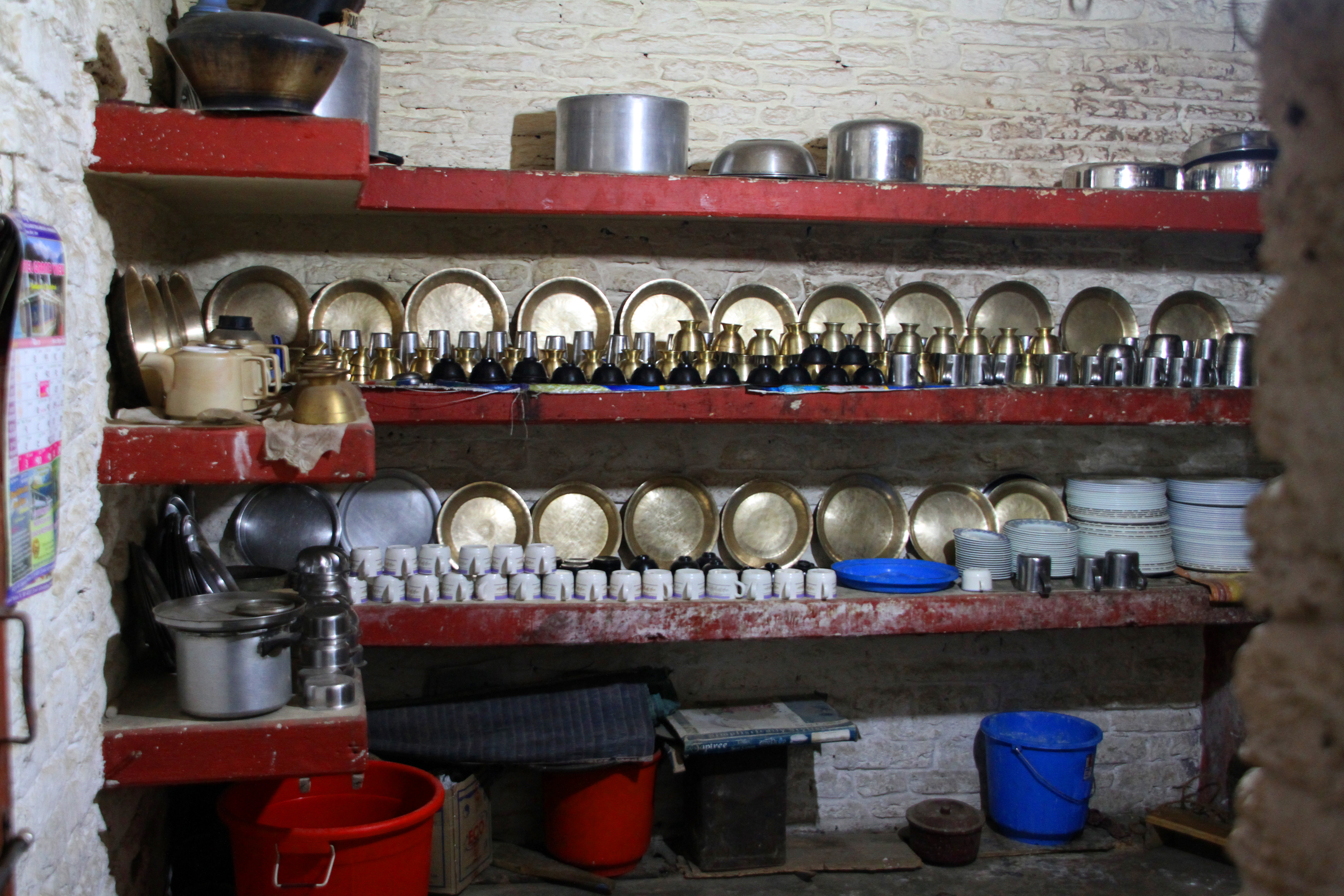
Hotel-Küche
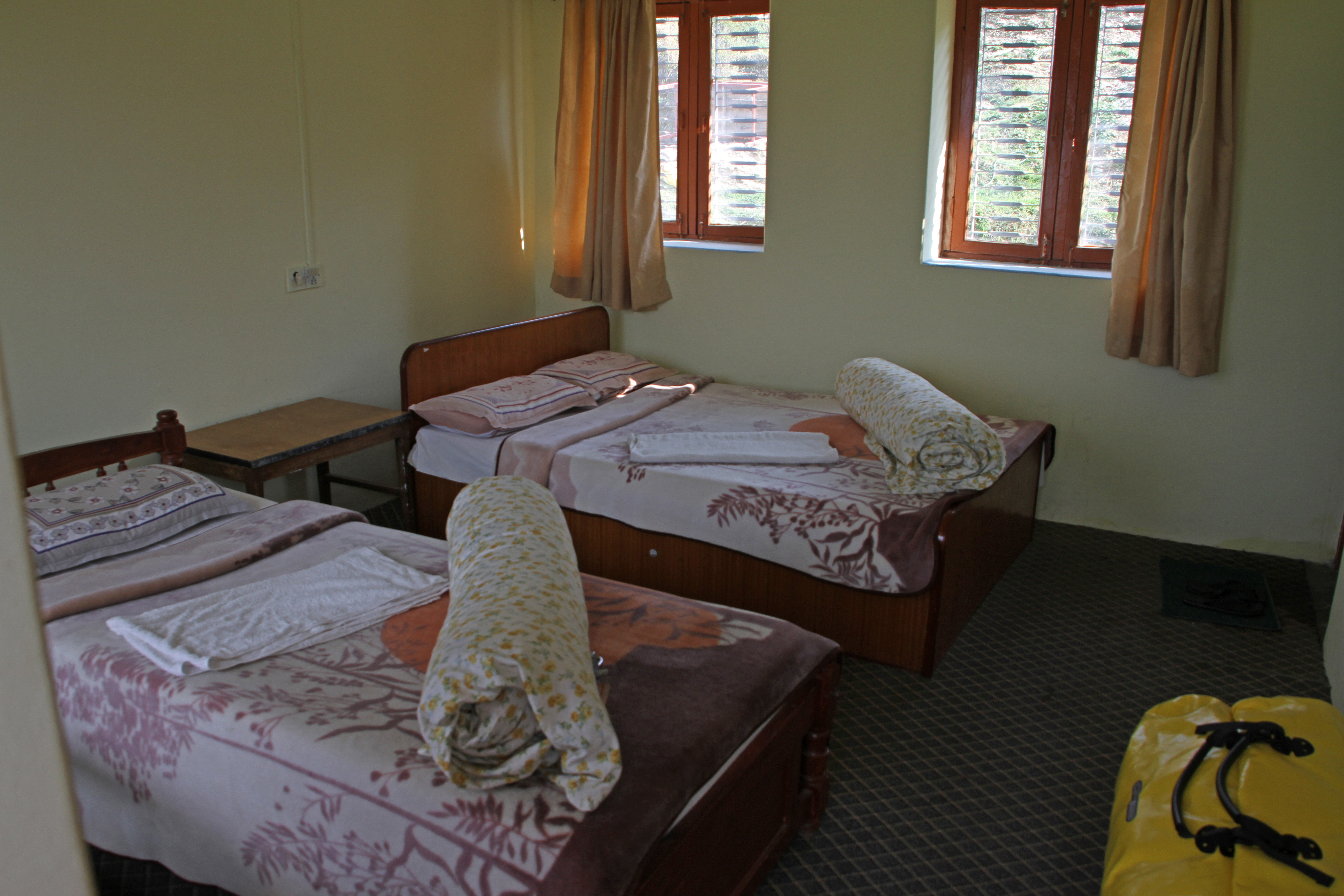
Hotel-Zimmer
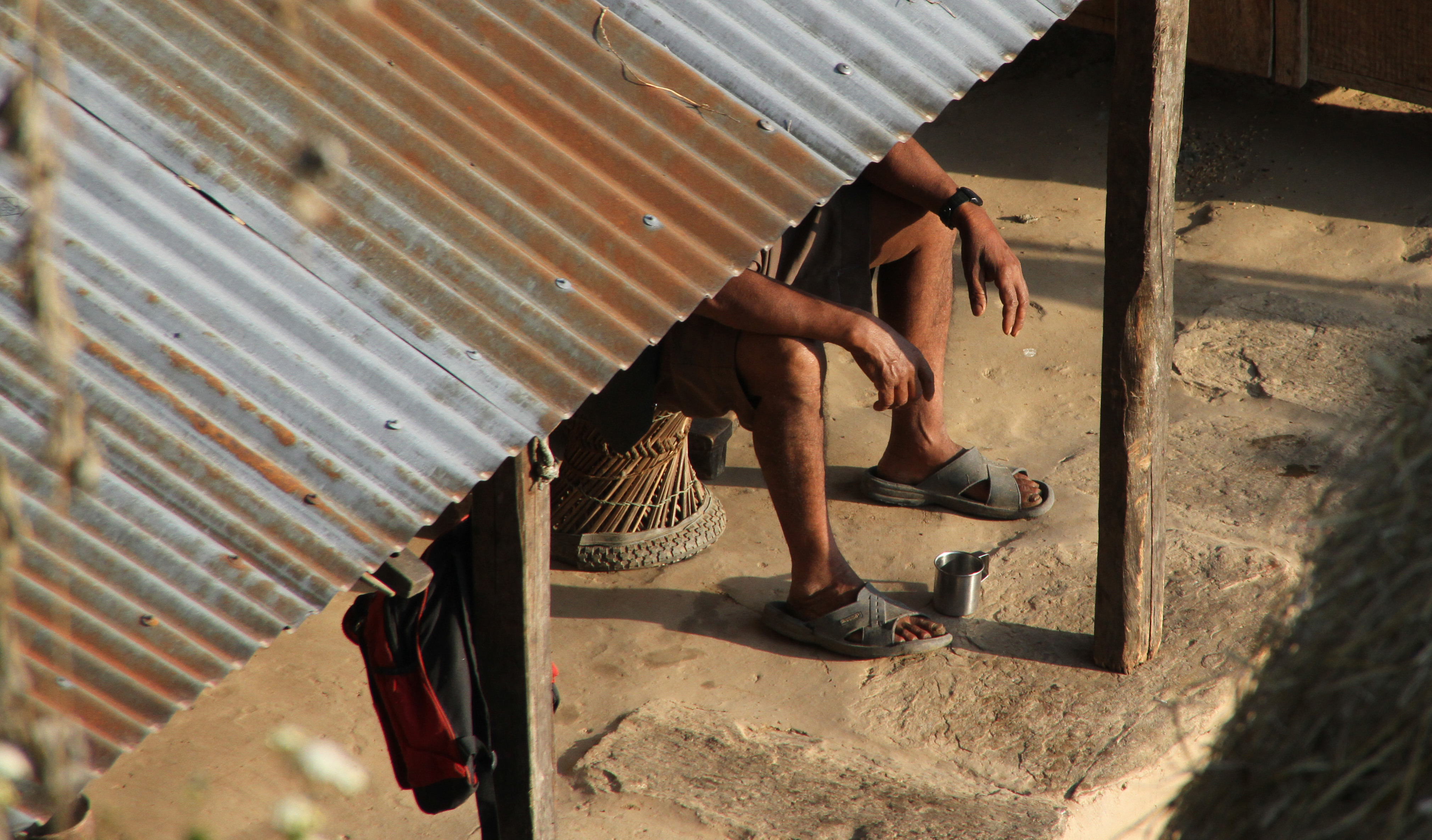
Hand und Fuß
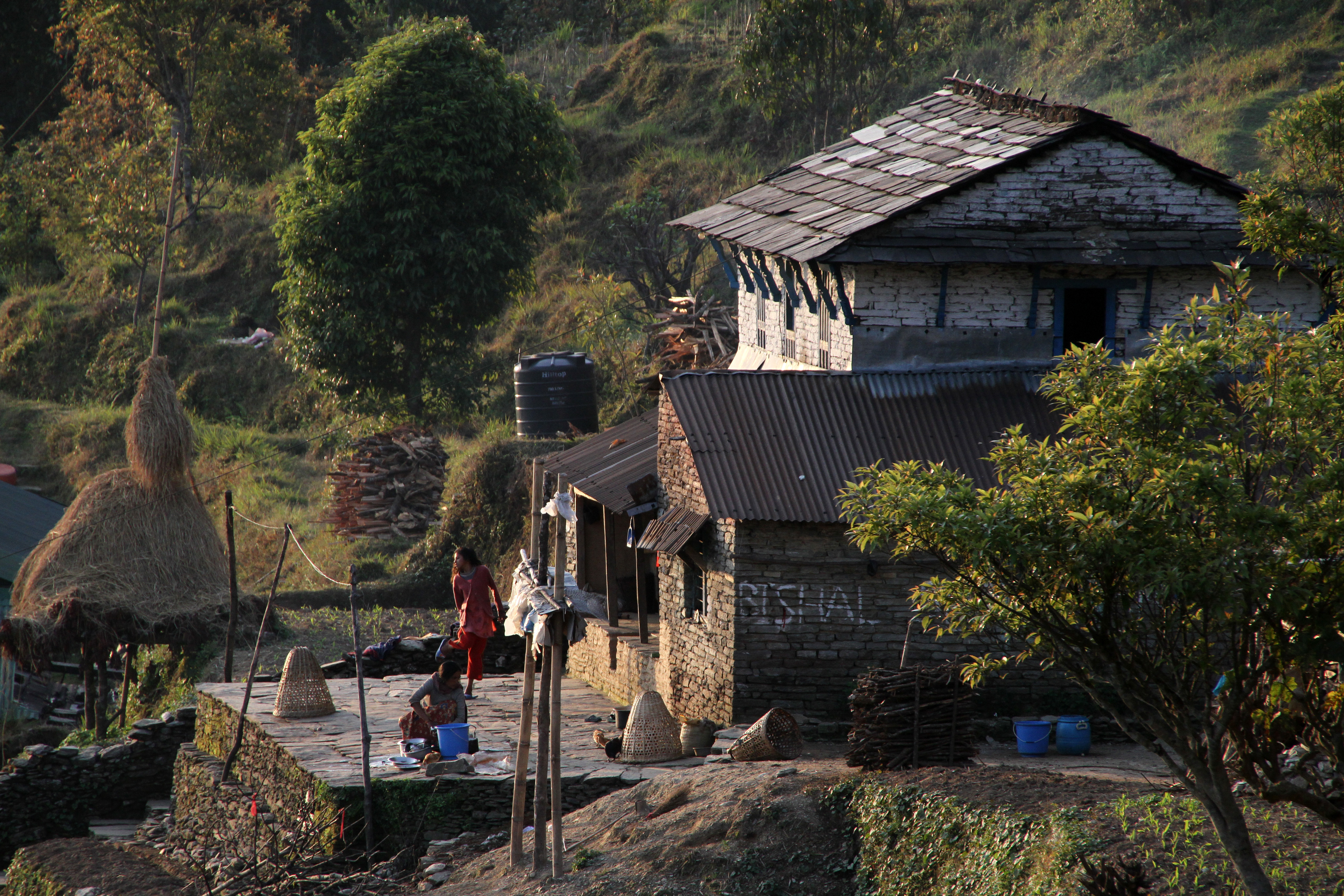
Bauernhaus
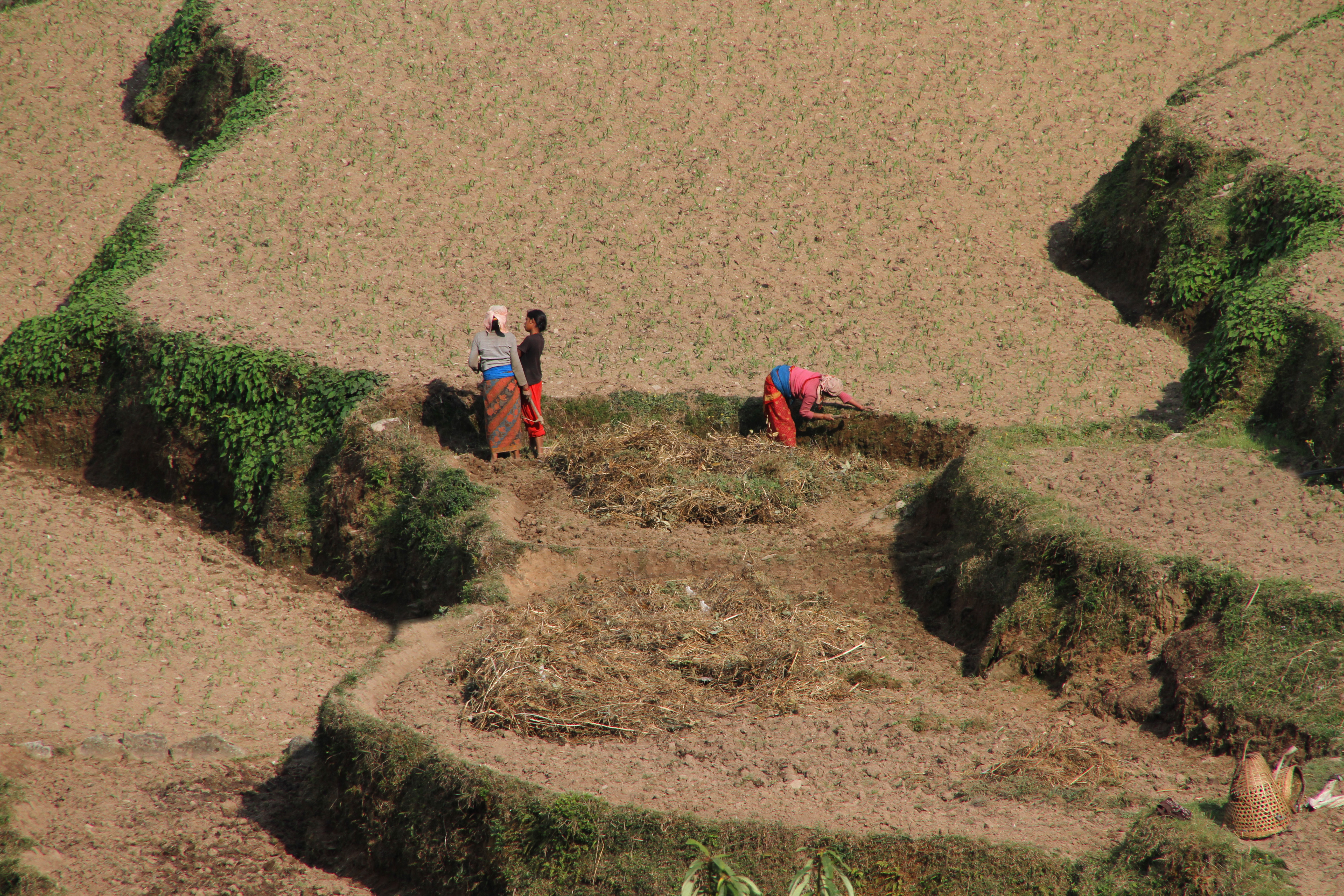
Felder bei Dhampus